# Kangna Maï Roua
Kangna Maï Roua (auch: Kagna Maï Roua, Kangna Central, Kanya Central) ist ein Dorf im Arrondissement Zinder IV der Stadt Zinder in Niger.

## Geographie
Das von einem traditionellen Ortsvorsteher (chef traditionnel) geleitete Dorf befindet sich westlich des Stadtzentrums im ländlichen Gemeindegebiet von Zinder, der Hauptstadt der gleichnamigen Region Zinder. Es schließt an das bebaute Gebiet des urbanen Zentrums an. Zu den Nachbarorten von Kangna Maï Roua zählen Kagna Malam Gadja im Südosten und Midic im Südwesten.

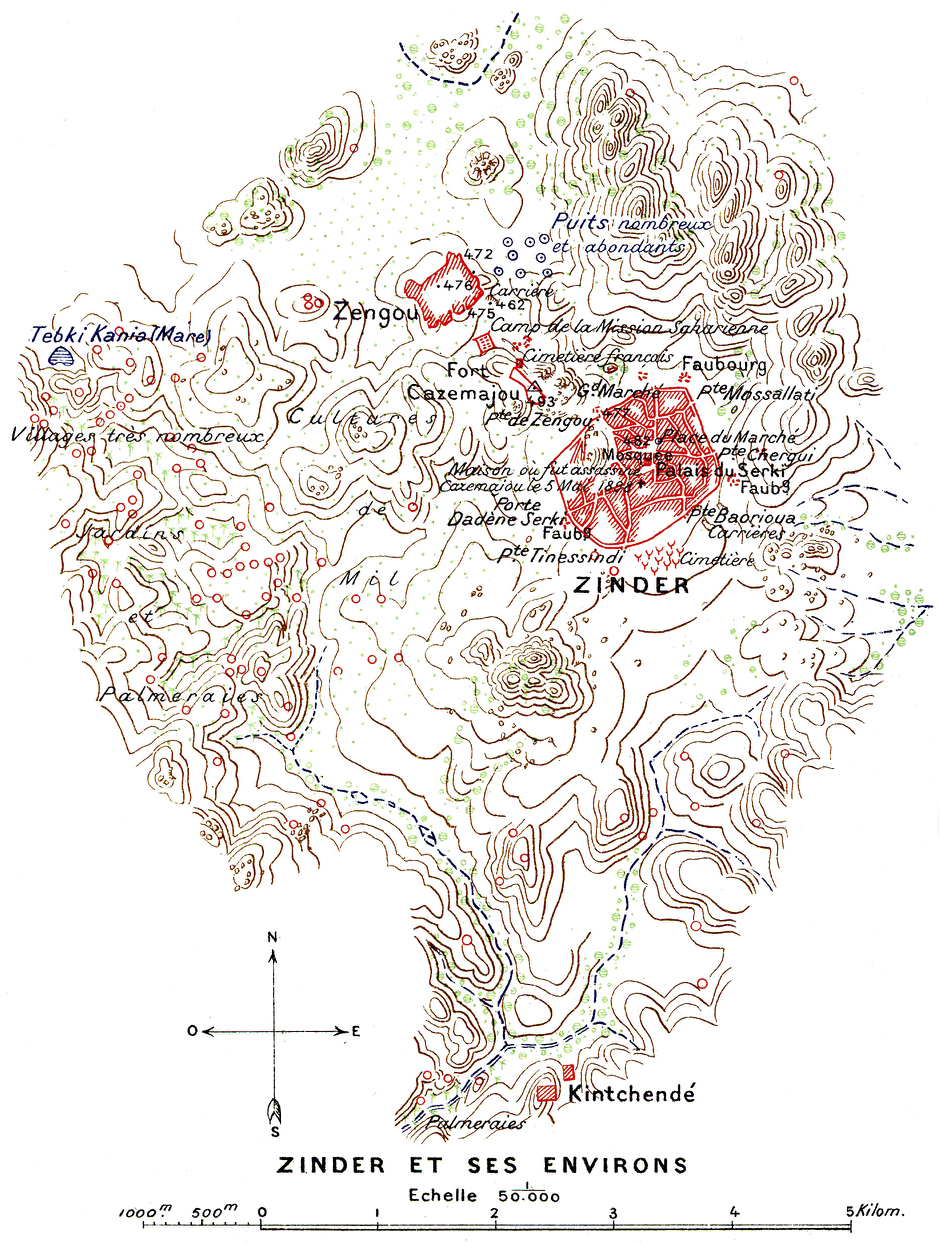
Mare de Kania (Tebki Kania) auf einer Karte von Zinder und Umgebung im Jahr 1899

Beim Dorf liegt ein kleiner See, die Mare de Kania. Zu den hier beobachteten Vogelarten zählen der Kuhreiher (Bubulcus ibis), die Senegalracke (Coracias abyssinicus), der Senegalliest (Halcyon senegalensis), der Langschwanz-Glanzstar (Lamprotornis caudatus), der Graukopfsperling (Passer griseus), der Savannentoko (Tockus erythrorhynchus) und der Schmetterlingsfink (Uraeginthus bengalus). Wie im gesamten Gemeindegebiet von Zinder herrscht in Kangna Maï Roua das Klima der Sahelzone vor, mit einer durchschnittlichen jährlichen Niederschlagsmenge zwischen 300 und 400 mm.

## Bevölkerung
Bei der Volkszählung 2012 hatte Kangna Maï Roua 1567 Einwohner, die in 236 Haushalten lebten. Bei der Volkszählung 2001 betrug die Einwohnerzahl 656 in 112 Haushalten.

## Wirtschaft und Infrastruktur

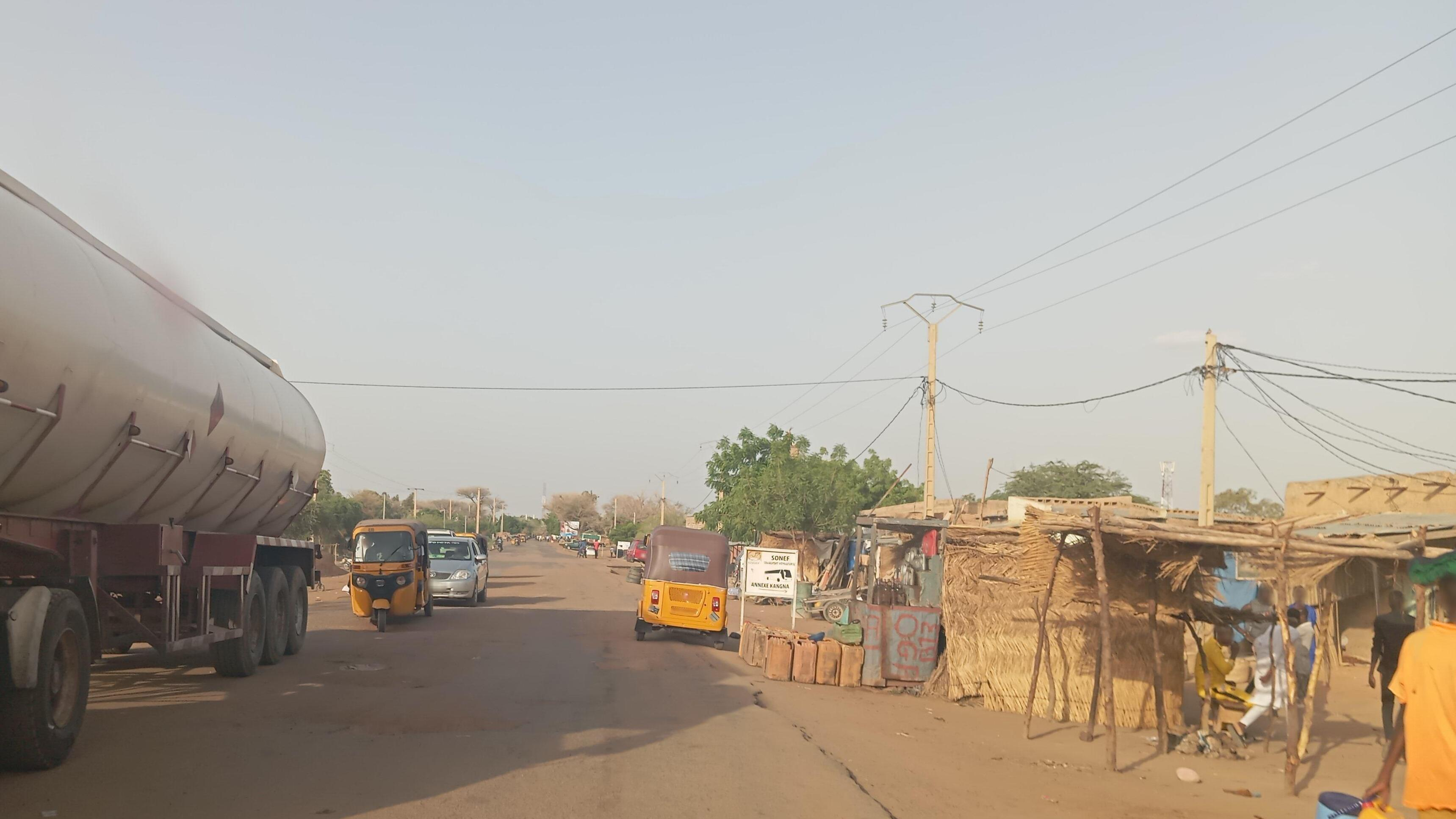
Nationalstraße 1 bei Kangna Maï Roua (2024)

An der Mare de Kania werden Gemüse und Reis angebaut. Auch wenn diese landwirtschaftlichen Aktivitäten auf Grund der wachsenden Großstadt und damit verbundener anderweitiger Bodennutzung nur eingeschränkt möglich sind, tragen die Erzeugnisse von der Mare de Kania wesentlich zur Versorgung des großen Marktes Dolé im Zentrum von Zinder bei.
Es gibt eine Schule im Dorf. Im Ort ist eine Pfadfindergruppe des nationalen Verbands Association des scouts du Niger aktiv.
Bei Kangna Maï Roua verläuft die Nationalstraße 1, die mit 1601,7 Kilometern längste Fernstraße Nigers.